# جيمس راسيل (لاعب كرة قاعدة)
جيمس راسيل (بالإنجليزية: James Russell)‏ هو لاعب كرة قاعدة أمريكي، ولد في 8 يناير 1986 في سينسيناتي في الولايات المتحدة.

## وصلات خارجية
- جيمس راسيل على موقع دوري كرة القاعدة الرئيسي (الإنجليزية)
- جيمس راسيل على موقعبيزبول رفرنس.كوم (الدوري الرئيسي) (الإنجليزية)
- جيمس راسيل على موقعبيزبول رفرنس.كوم (الدوري الثانوي) (الإنجليزية)
- جيمس راسيل على موقع إي إس بي إن.كوم (أم.أل.بي) (الإنجليزية)
- جيمس راسيل على موقع مشجعي الرسوم البيانية (الإنجليزية)